# Troy (Michigan)
Troy ist eine Stadt im Oakland County im US-amerikanischen Bundesstaat Michigan. Das U.S. Census Bureau hat bei der Volkszählung 2020 eine Einwohnerzahl von 87.294 ermittelt. Die Stadt wurde in den 1840er Jahren gegründet und nach der Heimatstadt der Gründer, Troy im Staat New York, benannt. Wahrzeichen der Stadt ist der Biber (Beaver), die wichtigste Straße der Stadt heißt Big Beaver Road.

## Geographie
Die Stadt erstreckt sich über eine Fläche von 87,1 km², davon ist 0,3 km² Wasserfläche. Sie liegt nördlich innerhalb des größeren Einzugsbereiches der Großstadt Detroit und stellt eine principal city der Metro Detroit dar. Troy liegt direkt an der Interstate 75 (Autobahn), der wichtigsten Verbindungsstrecke zwischen Detroit und den ehemaligen Industriestädten Pontiac und Flint.
Der größte Teil der Stadt besteht aus Einfamilienhaus-Siedlungen der mittleren und gehobenen Bauart. Dies unterscheidet sich deutlich vom verarmten und vernachlässigten Siedlungsgürtel um Detroit, nur wenige Kilometer südlich gelegen.

## Kultur
Die Stadt hat ein Freilichtmuseum, das Troy Museum & Historic Village, in dem zehn historische Gebäude besichtigt werden können.
Die Öffentliche Bibliothek der Stadt, die Troy Public Library, wurde 1962 eröffnet. 1971 machte die Bibliothek durch eine ungewöhnliche Aktion von sich reden. Zahlreiche Prominente schrieben Briefe an die Kinder der Stadt, um sie für das Lesen und die Nutzung der Bibliothek zu begeistern. Letters to the Children of Troy kamen unter anderem von Douglas Fairbanks junior, Isaac Asimov, Kingsley Amis, Pat Nixon, Neil Armstrong, Pearl S. Buck und Ronald Reagan. 2002 erzielte die Bibliothek erstmals über 1 Million Ausleihen pro Jahr. 2010 kam es zu massiven Budgetkürzungen, verbunden mit Personalabbau und Einschränkung der Öffnungszeiten. Der Fortbestand der Bibliothek über das Jahr 2011 hinaus ist fraglich.

## Wirtschaft
Troy ist ein aufstrebendes Wirtschaftszentrum, vor allem auf dem Automobil- und Finanzsektor. Bedeutende Unternehmen sind:
- SAE International
- Kelly Services
- Inteva Products
- DuPont Automotive
- Budd Company
- Meritor
- Aptiv
- MBtech North America
- EDAG Engineering Group